# Montreux Sounds
Montreux Sounds est le nom donné à une vidéothèque privée des concerts du Festival de Jazz de Montreux.

## Contenu
Depuis la création du Montreux Jazz Festival en 1967, il existe des enregistrements audiovisuels des concerts. Cette collection privée acquise par Montreux Sounds (Claude Nobs et Thierry Amsallem) représente en 2012 environ 14 000 supports magnétiques,  11 000 heures de vidéo (dont un tiers heures en haute définition, depuis 1991) et 6 000h d'audio pour environ 5 000 concerts.
Devant le risque de la perte de ce patrimoine, étant donné qu’il n’y a qu’une seule copie de ces vidéos, la Fondation Claude Nobs [archive], créée au décès du fondateur du Festival, s’est associé au l'EPFL pour la technologie et à l’entreprise d’horlogerie Audemars Piguet pour le financement, afin de sauvegarder ce patrimoine en le numérisant. Le projet, nommé Montreux Jazz Digital Project [archive], lancé en 2010, a permis la numérisation de l'ensemble des supports analogiques ainsi que la mise ne valeur de l'archive dans de nombreux projets de recherches portés en collaboration avec des laboratoires de l'EFPL. Depuis novembre 2016, la majorité de la collection est consultable depuis le Montreux Jazz Café de l'EPFL [archive]. Ainsi, le Montreux Jazz Heritage Lab II développé par l'EPFL+ECAL Lab y est exposé et accessible au public.
Le 19 juin 2013, sous le nom de The Claude Nobs Legacy, la collection de Claude Nobs des bandes audio et vidéo du Montreux Jazz Festival est inscrite au Registre International de la Mémoire du Monde de l'UNESCO.
La collection contient les milliers de concerts initiés depuis 1967. Les éditions 1991, 1992, 1993, 1997 et depuis 2002 ont été enregistrées en HDTV.
Eagle Rock, société anglaise spécialisée dans la distribution de DVD et d'émissions musicales pour la télévision, distribue sur le plan mondial déjà plus de cent cinquante concerts, aussi disponibles en format Blu-ray, VOD et streaming.